# Демократска Република Конго на Летњим олимпијским играма 2012.
Демократска Република Конго је на Летњим олимпијским играма 2012. у Лондону учествовала са четворо спортиста који су се такмичили у 3 спорта. Било је то девето учешће спортиста ове земље на ЛОИ од деби наступа 1968. године.
Националну заставу на свечаној церемонији отварања игара 27. јула носио је маратонац Илунга Манде Затара, док је заставу на церемонији свечаног затварања носио џудока Седрик Манденбо.
Спортисти ове земље нису успели да освоје медаљу током ових игара. Занимљиво је да је непосредно после затварања игара 12. августа четворо чланова делегације нестало из спортског кампа ове земље, џудока Седрик Мандембо и његов тренер Ибула Масенго, тренери боксерске и атлетске репрезентације Блаисе Беква и Ги Нкита.

## Учесници по спортовима
| Спорт    | Мушкарци | Жене | Укупно |
| -------- | -------- | ---- | ------ |
| Атлетика | 1        | 1    | 2      |
| Бокс     | 1        | 0    | 1      |
| Џудо     | 1        | 0    | 1      |
| 3 спорта | 3        | 1    | 4      |

## Атлетика
Мушкарци
| Атлетичар/ка          | Дисциплина | Квалификације | Квалификације | Полуфинале        | Полуфинале        | Финале            | Финале            | Детаљи |
| Атлетичар/ка          | Дисциплина | Рез.          | Плас.         | Рез.              | Плас.             | Рез.              | Плас.             | Детаљи |
| --------------------- | ---------- | ------------- | ------------- | ----------------- | ----------------- | ----------------- | ----------------- | ------ |
| Илунда Манге Затара   | Маратон М  |               |               |                   |                   | Није завршио трку | Није завршио трку |        |
| Шансел Илунга Санкуру | 1.500 м Ж  | 5:05,25       | 14. у гр 2    | Није се пласирала | Није се пласирала | Није се пласирала | 44 /44 (46)       |        |

## Бокс
| Боксер      | Категорија | 1. коло                 | 2. коло            | Четвртфинале       | Полуфинале         | Финале             | Финале           |
| Боксер      | Категорија | Противник Резултат      | Противник Резултат | Противник Резултат | Противник Резултат | Противник Резултат | Плас.            |
| ----------- | ---------- | ----------------------- | ------------------ | ------------------ | ------------------ | ------------------ | ---------------- |
| Меџи Мвамба | Супертешка | М. Маџидов ИЗГ нокаутом | Није се пласирао   | Није се пласирао   | Није се пласирао   | Није се пласирао   | Није се пласирао |

## Џудо
Мушкарци
| Џудока          | категорија     | 1. коло            | 2. коло                   | 3. коло            | Четвртфинале       | Полуфинале         | Репасаж 1          | Репасаж 2          | Финале             | Финале           |
| Џудока          | категорија     | Противник Резултат | Противник Резултат        | Противник Резултат | Противник Резултат | Противник Резултат | Противник Резултат | Противник Резултат | Противник Резултат | Плас.            |
| --------------- | -------------- | ------------------ | ------------------------- | ------------------ | ------------------ | ------------------ | ------------------ | ------------------ | ------------------ | ---------------- |
| Седрик Мандембо | – преко 100 кг |                    | А. Михајлин ИЗГ 0000–0100 | Није се пласирао   | Није се пласирао   | Није се пласирао   | Није се пласирао   | Није се пласирао   | Није се пласирао   | Није се пласирао |